# 128177 Griffioen
128177 Griffioen è un asteroide della fascia principale. Scoperto nel 2003, presenta un'orbita caratterizzata da un semiasse maggiore pari a 2,8746730 UA e da un'eccentricità di 0,0319680, inclinata di 7,53295° rispetto all'eclittica.
L'asteroide è dedicato allo statunitense Roger Griffioen, insegnante di fisica presso il Calvin College dove è avvenuta la scoperta.